# Santa Amélia
Santa Amélia là một đô thị thuộc bang Paraná, Brasil. Đô thị này có diện tích 77,903 km², dân số năm 2007 là 4137 người, mật độ 53,1 người/km².